# Dusza z ciała wyleciała
Dusza z ciała wyleciała – średniowieczna XIV wieczna pieśń zaduszna w języku polskim.

## Pochodzenie
Pieśń nazwana została od incipitu, który w oryginalnej postaci brzmi: „Dusza z cieła wylecieła”. Zachowała się w jednym zapisie włączonym
w tekst większego utworu Skarga umierającego, zwanego też "Skargą wrocławską". Zamieszony był on w łacińskim manuskrypcie kaznodziejskim (rękopis Biblioteki Kapitulnej we Wrocławiu, sygn. 2, k. 12—12v). Odnotowana została prawdopodobnie  w latach 1461—1470. Skryptorem i pierwszym właścicielem kodeksu był anonimowy duchowny świecki związany z katedrą wrocławską.
W tekście obecne są naleciałości czeskie (np. cieła zamiast ciała, stałe zamiast stała), co wskazuje, że autor mógł pochodzić z pogranicza śląsko-morawskiego.
Innym tropem świadczącym o pochodzeniu wschodnim jest zachowana w tradycji pieśń "Dusza z tieła wylietieła" wykonywana m.in. przez śpiewaczki z Dobrywody z Podlasia.
Pieśń należy do popularnych w średniowiecznej Europie motywów przedstawiających lament grzesznika w chwili śmierci. Zachowała się jako końcowa część scenariusza widowiska parateatralnego, zawierającego udramatyzowaną wersję Skargi umierającego. W scenariuszu utwór dopełniony jest didaskaliami (np. „K niej przyszedł Święty Piotr a rzeknęcy”). 

## Budowa
Warstwa słowna pieśni składa się z trzej trójwersowych zwrotek pisanych ośmiozgłoskowcem (4+4) o nieregularnych rymach XAA. 

## Treść
Utwór ukazuje duszę, która po śmierci przybywa na zieloną łąkę i płacze. Ktoś (według didaskaliów św. Piotr) pyta o powód smutku. Gdy dusza mówi, że nie wie, gdzie się udać, rozmówca pociesza ją i obiecuje zaprowadzić do raju. Eschatologiczne zagadnienie losów duszy po śmierci przybiera w utworze formę prostej i wyrazistej scenki. Nawiązuje do popularnych w piśmiennictwie średniowiecznym wizji, ukazujących wędrówkę duszy po zaświatach. Oprócz raju i piekła pojawiały się w takich utworach miejsca pośrednie, będące strefą oczekiwania. Jednym z takich wyobrażeń była zielona, ukwiecona łąka, położona w pobliżu Nowego Jeruzalem (np. w Dialogach Grzegorza Wielkiego). Motyw łąki może też wiązać się z psalmem 23 („Pozwala mi leżeć na zielonych pastwiskach”), który wykorzystywany był podczas pogrzebów.

## Tradycja
Pieśń przeniknęła do folkloru i utrzymuje się dotąd w żywej tradycji, wykonywana przy obrzędach pogrzebowych czy Dniu Zadusznym. 

## Nawiązania w literaturze
W XX wieku nawiązał do pieśni m.in. Julian Tuwim w wierszu Piosenka umarłego.